# Томас Баудлер
Томас Баудлер (англ. Bowdler, Dr Thomas, 1754—1825) — шотландський лікар, найбільш відомий як упорядник «сімейного» видання Шекспіра, в якому були пропущені всі непристойні з точки зору англійців XIX століття місця.
Прізвище Баудлера стало в англійській мові виразом: дієслово «баудлеризувати» (англ. Bowdlerize, bowdlerise) означає «видавати з цензурними пропусками», «вихолощувати». Фактично видання було підготовлено сестрою Баудлера Гарієт (1754—1830), яка посоромилася поставити своє ім'я на обкладинці: в той час для неодруженої жінки було соромно визнати, що вона розуміє непристойні місця у Шекспіра досить добре, щоб вирішити, що саме треба викреслити. Крім того, Баудлер видав книгу Едварда Гіббона «Історія занепаду і падіння Римської імперії, для домашнього читання та юнацтва, передрукована з оригінального тексту, за винятком богохульних і непристойних пасажів» (1826).

###### Зміни
Деякі приклади змін, внесених Баудлером:
- В Гамлеті про смерть Офелії кажуть, що вона випадково втопилася, місця з припущеннями про самогубство пропущені.
- Вигук "Боже!" замінений на "Небеса!"
- В другій частині Генрі IV повію Дол Тіршіт повністю викинули; трошки поважнішу пані Квіклі залишили.